# Горки (городское поселение Волоколамск)
Го́рки — деревня в Волоколамском районе Московской области России. Входит в состав городского поселения Волоколамск. Население — 59 чел. (2010).

## География
Деревня Горки находится в 500 метрах к северо-востоку от черты города Волоколамска, на правом берегу безымянного притока реки Городни (бассейн Иваньковского водохранилища). В 1,2 км к югу от деревни проходит Волоколамское шоссе. Ближайший сельский населённый пункт — деревня Ченцы. В деревне 7 улиц — Дорожников, 1-й, 2-й, 3-й, 4-й и 5-й Дорожный тупики и Нижний проезд. Связана автобусным сообщением с районным центром.

## Население
| 1852 | 1859 | 1926 | 2002 | 2006 | 2010 |
| ---- | ---- | ---- | ---- | ---- | ---- |
| 311  | ↗341 | ↗397 | ↘30  | ↘26  | ↗59  |

## История
В «Списке населённых мест» 1862 года Горки — казённая деревня 2-го стана Волоколамского уезда Московской губернии по левую сторону почтового Московского тракта (из Волоколамска), в 3 верстах от уездного города, при безымянной речке, с 43 дворами, 2 фабриками и 341 жителем (156 мужчин, 185 женщин).
По данным на 1890 год входила в состав Аннинской волости Волоколамского уезда, число душ мужского пола составляло 147 человек.
В 1913 году — 69 дворов, 3 небольших фабрики.
По материалам Всесоюзной переписи населения 1926 года — центр Горецкого (Горкинского) сельсовета, проживало 397 жителей (166 мужчин, 231 женщина), насчитывалось 76 крестьянских хозяйств.
С 1929 года — населённый пункт в составе Волоколамского района Московского округа Московской области. Постановлением ЦИК и СНК от 23 июля 1930 года округа как административно-территориальные единицы были ликвидированы.
1930—1963 гг. — деревня Ченецкого сельсовета Волоколамского района.
1963—1965 гг. — деревня Ченецкого сельсовета Волоколамского укрупнённого сельского района.
1965—1994 гг. — деревня Ченецкого сельсовета Волоколамского района.
В 1994 году Московской областной думой было утверждено положение о местном самоуправлении в Московской области, сельские советы как административно-территориальные единицы были преобразованы в сельские округа.
1994—2006 гг. — деревня Ченецкого сельского округа Волоколамского района.
С 2006 года — деревня городского поселения Волоколамск Волоколамского муниципального района Московской области.